# Martes foina nehringi
Martes foina nehringi es una subespecie de  mamíferos carnívoros  de la familia Mustelidae,  subfamilia Mustelinae.

## Distribución geográfica
Se encuentra en el Cáucaso.